# Abetone
Abetone település Olaszországban, Toszkána régióban, Pistoia megyében. Lakosainak száma 629 fő (2017. január 1.). Abetone Bagni di Lucca, Cutigliano, Coreglia Antelminelli és Fiumalbo községekkel határos.

## Népesség
A település népessége az elmúlt években az alábbi módon változott:

| 2017 | 629 |